# Армфилд, Джимми
Джеймс Кри́стофер А́рмфилд (англ. James Christopher Armfield; 21 сентября 1935, Дентон, Ланкашир — 22 января 2018), более известный как Джи́мми А́рмфилд — английский футболист и футбольный тренер. Также работал футбольным комментатором на BBC Radio Five Live. На протяжении всей своей карьеры выступал за один клуб, «Блэкпул», в основном, на позиции правого крайнего защитника. С 1954 по 1971 годы провёл за «Блэкпул» 627 матчей, в которых забил шесть голов, а также в течение десятилетия был капитаном клуба. Кроме того, он выступал за сборную Англии, проведя за неё 43 матча, из них 15 раз — с капитанской повязкой.

## Футбольная карьера

### Клубная карьера
После переезда семьи Армфилдов из Дентона в Блэкпул юный Джимми начал играть в футбол на любительском уровне. В одном из таких любительских матчей его заметил тренер «Блэкпула» Джо Смит, которого впечатлила игра Армфилда, и он предложил юному игроку любительский контракт. 27 декабря 1954 года Армфилд провёл свой дебютный матч за «Блэкпул» в игре против «Портсмута».
В сезоне 1955/56 «Блэкпул» финишировал на втором месте чемпионата, что до сих пор является самым большим достижением клуб.
В 1959 году Армфилд был признан лучшим молодым игроком года. В 1966 году он лишь немного уступил Бобби Чарльтону в голосовании за звание футболиста года, но был признан лучшим игроком года в «Блэкпуле». С «Блэкпулом» ему не удалось выиграть трофеев. В сезоне 1969/70 он помог клубу вернуться в Первый дивизион.
2 сентября 1970 года, в день его 35-летия, был проведён прощальный матч Армфилда, на который пришли тысячи болельщиков «Блэкпула». Свою последнюю игру за «Блэкпул» он провёл 1 мая 1971 года на «Блумфилд Роуд» против «Манчестер Юнайтед» (до возвращения в Премьер-лигу в 2010 году это был последний матч «Блэкпула» в высшем дивизионе английского футбола).

### Карьера в сборной
Армфилд провёл за сборную Англии 43 матча с 1959 по 1966 годы, в том числе 15 матчей — в качестве капитана. Его дебют за сборную состоялся 13 мая 1959 года в матче со сборной Бразилии на глаза 120 000 зрителей. Джимми сыграл на чемпионате мира 1962 года в Чили, где его назвали лучшим правым защитником в мире. Его также признавали «лучшим правым защитником в Европе» с 1962 по 1964 годы. Он был включён в состав сборной Англии на чемпионат мира 1966 года, но не сыграл на нём ни одного матча из-за травмы.
В финале 1966 года лишь 11 игроков, вышедших на поле, получили золотые медали чемпионов мира. Футбольная ассоциация организовала кампанию с целью убедить ФИФА наградить медалями всех игроков, включённых в заявку. В итоге Армфилд получил золотую медаль чемпиона мира из рук Гордона Брауна на торжественной церемонии 10 июня 2009 года.

## Статистика выступлений
| Клуб             | Сезон            | Лига | Лига | Кубок Англии | Кубок Англии | Кубок лиги | Кубок лиги | Итого | Итого |
| Клуб             | Сезон            | Игры | Голы | Игры         | Голы         | Игры       | Голы       | Игры  | Голы  |
| ---------------- | ---------------- | ---- | ---- | ------------ | ------------ | ---------- | ---------- | ----- | ----- |
| Блэкпул          | 1954/55          | 2    | 0    | 0            | 0            | −          | −          | 2     | 0     |
| Блэкпул          | 1955/56          | 30   | 0    | 1            | 0            | −          | −          | 2     | 0     |
| Блэкпул          | 1956/57          | 38   | 0    | 4            | 0            | −          | −          | 42    | 0     |
| Блэкпул          | 1957/58          | 28   | 0    | 1            | 0            | −          | −          | 29    | 0     |
| Блэкпул          | 1958/59          | 32   | 0    | 6            | 0            | −          | −          | 38    | 0     |
| Блэкпул          | 1959/60          | 41   | 1    | 3            | 0            | −          | −          | 44    | 1     |
| Блэкпул          | 1960/61          | 40   | 0    | 1            | 0            | 1          | 0          | 42    | 0     |
| Блэкпул          | 1961/62          | 37   | 0    | 2            | 0            | 6          | 0          | 45    | 0     |
| Блэкпул          | 1962/63          | 39   | 0    | 2            | 0            | 2          | 0          | 43    | 0     |
| Блэкпул          | 1963/64          | 35   | 0    | 2            | 0            | 2          | 0          | 39    | 0     |
| Блэкпул          | 1964/65          | 40   | 2    | 1            | 0            | 1          | 0          | 42    | 2     |
| Блэкпул          | 1965/66          | 35   | 1    | 2            | 0            | 2          | 0          | 39    | 1     |
| Блэкпул          | 1966/67          | 30   | 0    | 0            | 0            | 2          | 0          | 32    | 0     |
| Блэкпул          | 1967/68          | 41   | 1    | 2            | 0            | 2          | 0          | 45    | 1     |
| Блэкпул          | 1968/69          | 34   | 0    | 1            | 0            | 4          | 0          | 39    | 0     |
| Блэкпул          | 1969/70          | 40   | 1    | 3            | 0            | 2          | 0          | 45    | 1     |
| Блэкпул          | 1970/71          | 27   | 0    | 2            | 0            | 1          | 0          | 30    | 0     |
| Всего за карьеру | Всего за карьеру | 569  | 6    | 33           | 0            | 25         | 0          | 627   | 6     |

## Достижения
В качестве игрока
- Чемпион мира по футболу: 1966

В качестве тренера
- Чемпион Третьего дивизиона: 1972/73
- Финалист Кубка европейских чемпионов: 1975